# Oepfershausen
Oepfershausen est une ancienne commune allemande de l'arrondissement de Schmalkalden-Meiningen, Land de Thuringe.

## Géographie
Oepfershausen se situe dans la Rhön, au pied du Hahnberg.
|                | Friedelshausen | Schwallungen |
| Kaltennordheim | Oepfershausen  | Wahns        |
| Oberkatz       |                | Unterkatz    |

## Histoire
Oepfershausen est mentionné pour la première fois en 1183. Le village est marqué par les familles nobles von Auerochs de 1330 à 1731 et von Herda de 1595 à 1711. Les deux familles qui se disputent lors du Moyen Âge construisent deux châteaux-forts et quatre manoirs. Après l'extinction de la famille Herda, les Auerochs sont les héritiers puis après la disparition des Auerochs, tous les biens reviennent au duc Charles-Frédéric de Saxe-Meiningen.
Oepfershausen est la scène d'une chasse aux sorcières de 1598 à 1633 : vingt-deux femmes et quatre hommes subissent un procès, quatorze personnes sont exécutées, une femme est bannie.

## Source de la traduction
- (de) Cet article est partiellement ou en totalité issu de l’article de Wikipédia en allemand intitulé « Oepfershausen » (voir la liste des auteurs).